# Эрдели, Иван Георгиевич
Ива́н Гео́ргиевич Эрде́ли (15 (27) октября 1870, Херсонская губерния — 7 июля 1939, Париж, Франция) — русский военачальник, генерал от кавалерии. Участник Первой мировой и гражданской войн. Деятель Белого движения на Юге России. Первопоходник. Один из основателей Добровольческой армии.

## Биография

### Происхождение
Из потомственных дворян Херсонской губернии. Его предки — венгерские дворяне, принявшие православие и переселившиеся в Россию в XVIII веке. Прадед служил в войсках П. А. Румянцева и А. В. Суворова.
Родился 15 (27) октября 1870 года в селе Эрделевка (Елисаветградский уезд Херсонской губернии). Отец — Егор (Георгий) Яковлевич (1807−1876), херсонский губернский предводитель дворянства в 1871—1876. Мать — Леонида Никаноровна, урождённая Тулубьева (1843−1914). 
В семье было восемь детей.  Старший брат — Яков Егорович, минский губернатор, член Государственного совета. Племянник (сын старшей сестры, Веры Георгиевны Эрдели) — писатель Юрий Слезкин; ее внук — Лев Слезкин, историк-американист, правнук — этнограф Слёзкин Юрий Львович. Еще одна старшая сестра — Леонида Георгиевна Пищевич (1868—1941). Ее муж — Пищевич Семён Григорьевич.

### Образование
Окончил:
- Николаевский кадетский корпус (1887),
- Николаевское кавалерийское училище (1890),
- Николаевскую академию Генерального штаба (1897).

### Кавалерист и генштабист
Из училища вышел в 1890 году в Лейб-гвардии Гусарский Его Величества полк. С ноября 1899 — штаб-офицер для поручений при штабе Кавказского военного округа. С 12 сентября 1900 — старший адъютант штаба генерал-инспектора кавалерии великого князя Николая Николаевича. С 22 июня 1905 — старший делопроизводитель канцелярии Совета государственной обороны, который возглавлял великий князь Николай Николаевич. С 9 июня 1907 — командир 8-го драгунского Астраханского полка, с 15 мая 1910 — генерал-майор, командир лейб-гвардии Драгунского полка. С 6 ноября 1912 генерал-квартирмейстер штаба войск Гвардии и Петербургского военного округа (при командующем великом князе Николае Николаевиче).

### Участие в Первой мировой войне
С 19 июля 1914 года — генерал-квартирмейстер штаба 6-й армии, с 9 августа 1914 года — генерал-квартирмейстер штаба 9-й армии. С 18 октября 1914 года командующий 14-й кавалерийской дивизией, с 13 мая 1915 года — командующий 2-й гвардейской кавалерийской дивизией. Пожалован Георгиевским оружием (1915). С мая 1916 года — генерал-лейтенант. С 23 ноября 1916 года — начальник 64-й пехотной дивизии, с 6 апреля 1917 года — командир 18-го армейского корпуса. В июне — июле 1917 — командующий 11-й армией. Во главе армии участвовал в июньском наступлении. Первоначально частям армии удалось прорвать фронт австро-венгерских войск и добиться некоторых успехов в Зборовском сражении (18-22 июня). Однако, когда в июле германская группа войск нанесла удар по позициям армии, то деморализованные антивоенной агитацией части начали хаотичное отступление.
С 18 июня 1917 года — генерал от инфантерии. С 12 июля 1917 командовал Особой армией. Принял активное участие в выступлении генерала Л. Г. Корнилова, был отстранён от командования, арестован и заключён в Быховскую тюрьму.

### Участие в Гражданской войне

Знак 1-го Кубанского (Ледяного) похода

В ноябре 1917, вместе с другими заключёнными-генералами, ушёл на Дон, где с первых дней участвовал в формировании Добровольческой армии. Участник Первого Кубанского (Ледяного) похода — первопоходник. В январе — марте 1918 — представитель Добровольческой армии при Кубанском краевом правительстве. В марте — апреле 1918 командовал отдельной Конной бригадой Добровольческой армии, успешно действовал в дни боев под Екатеринодаром. С мая до конца августа 1918 командовал 1-й конной дивизией. Участник 2-го Кубанского похода.
В октябре 1918 года командирован в Салоники для переговоров о поставках оружия и об участии британских и французских частей в борьбе против большевиков.
В январе 1919 года командирован в Закавказье для установления связи с представителями английского командования. С апреля 1919 заменял генерала В. П. Ляхова на должности главноначальствующего и командующего войсками Терско-Дагестанского края. С июля 1919 — главноначальствующий и командующий войсками Северного Кавказа, 25 апреля 1920 переведён в резерв чинов при Вооружённых силах Юга России (ВСЮР). Вернулся в Крым на корабле «Русь» 24 августа 1920 года.

### Эмиграция
В 1920 году эмигрировал во Францию, работал аккомпаниатором, шофёром. Активно участвовал в деятельности Русского общевоинского союза (РОВС), член правления Общества взаимопомощи бывших юнкеров Николаевского кавалерийского училища. С 21 марта 1930 по 29 июня 1934 — председатель Союза офицеров — участников Великой войны. С 29 июня 1934 — начальник 1-го отдела РОВС, объединявшего его чинов на территории Франции, и председатель французского отделения Союза участников Первого Кубанского похода; однако вскоре оставил эти посты. 5 октября 1937 назначен председателем Особой комиссии по расследованию дела агента НКВД генерал-майора Н. В. Скоблина. Комиссия продолжала свою деятельность до конца февраля 1938, и 1 марта 1938 опубликовала своё заключение, признавшее факт предательства Скоблина.
Скоропостижно скончался в Париже 7 июля 1939 года (Волков указывает датой смерти 30 июля). Похоронен на русском кладбище в Сент-Женевьев-де-Буа.

### Награды
- Орден Святого Станислава 3-й ст. (1900)
- Орден Святой Анны 3-й ст. (1903)
- Орден Святой Анны 2-й ст. (1905)
- Орден Святого Владимира 4-й ст. (1909)
- Орден Святого Владимира 3-й ст. (1913)
- Орден Святого Станислава 1-й ст. с мечами (1915)
- Георгиевское оружие (ВП 09.03.1915)
- Орден Святой Анны 1-й ст. с мечами (1915)
- Орден Святого Владимира 2-й ст. с мечами (1916)
- Знак 1-го Кубанского (Ледяного) похода

Иностранные ордена:
- персидский Орден Льва и Солнца 2 ст. (1906)

## Семья
С 1891 года был женат на Марии Александровне Кузминской (1869—1923), дочери сенатора А. М. Кузминского и племяннице жены Л. Н. Толстого, Софьи Андреевны. Были разведены в 1919 году; во втором браке — баронесса Штакельберг
Дети:
- Иван (1892–1926, Марсель). Окончил училище правоведения (1913), участник Первой мировой войны в составе лейб-гвардии 4-го стрелкового полка. В эмиграции во Франции
- Мария (1896–1961, Мельбурн). 1-й брак — Федор Иванович Крамарев (1877–1945), из дворян Херсонской губернии). 2-й брак — Петр Петрович Левоненко (1899–1980). Ее сын — Дмитрий Федорович Крамарев (1922–2007, Мельбурн), учился в Русском кадетском корпусе в Югославии[4]. Его потомки живут в Австралии.
- Татьяна (ум. в детстве)
- Георгий (1901–1938). Воспитывался в Пажеском корпусе. В октябре 1920 года отправился из Севастополя в эмиграцию — сначала в Константинополь, затем в Сараево. С 1922 года — кадет Крымского  кадетского корпуса.  Его жена — Анастасия Михайловна, урожд.Корнякова. В семье было двое детей.
- Александр (1904–1955). С 1920 года в эмиграции. Учился в Русском кадетском корпусе в КСХС, в Крымском кадетском корпусе. В 1931 году окончил Высшую школу геологии в Нанси.  Его жена — Нина Ивановна, урожд. Бутлерова. Дочь — Ксения (род. 1932). Перед Второй мировой войной семья А.И.Эрдели уехала из Европы в Южную Америку.

В 1913 году генерал И. Г. Эрдели познакомился с Марией Константиновной Свербеевой. Их роман продолжался много лет: «Невыразимая радость держать в руках знакомые листки, синий карандаш, твой почерк, видеть, ощущать, что рука твоя писала, ты писала эти строчки и писала мне …» (из письма И. Эрдели — М. Свербеевой, 22.II.1919 г.